# 井上琢己
井上 琢己（いのうえ たくみ、1971年8月19日 - ）は、高知放送の男性アナウンサー。高知県高知市出身。血液型はO型。

## 人物
高知学芸高校を卒業後青山学院大学に進学。1994年高知放送に入社。子供のころから演劇に興味があり在学中に演劇サークルに入部し活動を始める。「劇団シャカカ」にも所属している。二児の父親である。2020年3月30日～2022年3月24日まで放送していた「笑ジオ」のメインパーソナリティーやラジオ歴史小説「ジョンマン」の男役に抜擢されている。学生時代から続けている演劇活動や「子育て応援　zerosai」へボランティアで参加するなど活動は多岐にわたる。「笑ジオ」内にてリスナーからの無茶ぶりにも嫌な顔をすることなく答えている。絵画制作やモノマネなど趣味や特技は多岐にわたる。特に、バイキンマンのモノマネが得意である。2021年3月28日に行われたRKCラジオのワイドFM開局1周年大感謝祭「トワイライト・パーティー」にてダースベイダーのコスプレしている。
なお、高知放送では2024年4月より、公式ホームページのアナウンサー紹介欄を「アナウンサー・キャスター」に変更。井上は引き続き同局に在籍しながら、報道制作部キャスターとして出演し、テレビ・ラジオ出演時は「高知放送（またはRKC）キャスター」として引き続き出演を続けている。

## 担当番組

### 出演中の番組

#### テレビ
- こうちeye(不定期、フィールドキャスター）

### 過去に出演した番組

#### テレビ
- ごじでぱ
- パタロウ商店・本日開店
- ごきげん ボニートっ!

#### ラジオ
- 笑ジオ　メインパーソナリティ
- とさこちラジオ（月曜日担当）
- とさこちラジオw（月曜日担当）
- ラジオ歴史小説「ジョン・マン」　男役[2]
- ぶちぬきFRIDAY （高橋龍介アナに後継）
- GoGoラジオ ハイ琢己です!
- おはこん
- サタデーCafe

### 特番
- 中四国ライブネット　ラジオで散策！仁淀ブルー　2021年7月4日（日） 18:00～20:00[3]